# Euphorbia eylesii
Euphorbia eylesii là một loài thực vật có hoa trong họ Đại kích. Loài này được Rendle mô tả khoa học đầu tiên năm 1905.